# Stictoleptura pallidipennis
Stictoleptura pallidipennis är en skalbaggsart som först beskrevs av Tournier 1872.  Stictoleptura pallidipennis ingår i släktet Stictoleptura och familjen långhorningar. Inga underarter finns listade i Catalogue of Life.